# بلوط مجاری
کوئرکس فراینتو (نام علمی: Quercus frainetto) نام یک گونه از سرده بلوط است.